# フレッシュAM!もぎたてラジオ
『フレッシュAM！もぎたてラジオ』（フレッシュエーエム！もぎたてラジオ）は2014年4月から平日8:30 - 11:45（JST）に宮崎放送（MRTラジオ）で放送されているワイド番組。

## 出演者
太字は宮崎放送アナウンサー、（）は担当曜日
- 粉川真一（月・火）
- 高瀬みち子（月・火）
- 上岡信夫（水 - 金）
- 山田幸子（水 - 金）
- 野田俊一郎（気象予報士）（月 - 金）